# Hiệp hội bóng đá Liberia
Hiệp hội bóng đá Liberia (tiếng Anh: Liberia Football Association) là tổ chức quản lý, điều hành các hoạt động bóng đá ở Liberia. Hiệp hội quản lý đội tuyển bóng đá quốc gia Liberia, tổ chức các giải bóng đá như vô địch quốc gia và cúp quốc gia. Hiệp hội bóng đá Liberia gia nhập FIFA và CAF cùng năm 1962.